# ذئب منفرد

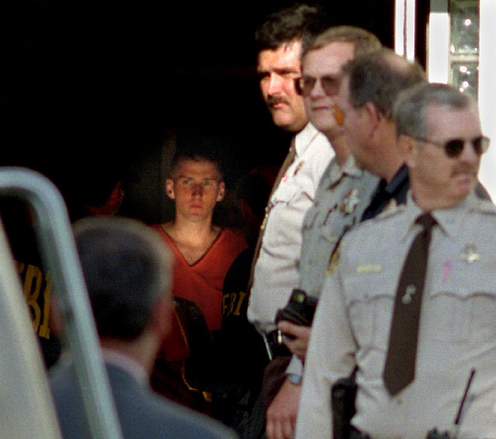

ذئب منفرد (بالإنجليزية: Lone wolf)‏ هو الشخص الذي يرتكب أعمال عنف في دعم مجموعة، حركة، أو أيديولوجيا، ولكن يفعل ذلك وحده، خارج عن هيكل القيادة ودون مساعدة مادية من أي مجموعة. على الرغم من أن الذئب الوحيد يستعد ويعمل وحده، وقال انه / انها متأثر أو يدافع عن أيديولوجية ومعتقدات الجماعة.